# Michel Riddez
Guy Michel Riddez, född 29 april 1963 i Stockholm, är en svensk skådespelare.
Han utbildades på teaterhögskolan i Göteborg 1984–1987 och har arbetat på olika svenska teatrar. Riddez har därtill medverkat i flera filmer och tv-serier. 
Åren 2000–2007 var han  huvudlärare på Stockholms Teaterinstitut, som var en privat skådespelarutbildning. Han är numera även verksam som föreläsare i presentationsteknik och kommunikation samt författare till boken Måla med svart eller vitt men aldrig med grått (2016).

## Filmografi i urval
- 2016 - Syrror (TV-serie gästroll).
- 2014 – Chasing Rainbows
- 2013 – Akt 2 - Manuel
- 2012 – Johan Falk: Alla råns moder - Lundström
- 2011 – Kommissarien och havet - Björn Widén
- 2011 – Anno 1790 (TV-serie) - Tryckare Pettersson
- 2009 – Wallander – Hämnden - Wikström
- 2000 – Dubbel-8 - Wirén
- 1997 – Snoken (TV-serie) - Hovmästaren
- 1997 – Skilda världar (TV-serie) - Henrik Odhammar
- 1995 – Anmäld försvunnen (TV-serie) - Sandro Tarkini
- 1992 – Den demokratiske terroristen - Alain
- 1992 – Kvällspressen (TV-serie) - Läraren
- 1989 – Den döende dandyn (TV-teater) - Raymond Radiguet